# Hans Erik Dyvik Husby
Hans Erik Dyvik Husby (født 15. juni 1972, død 19. november 2021) var sanger i det norske band Turbonegro under kunstnernavnet Hank Von Helvete. Husby stammer fra Å på Lofoten. Han spiller hovedrollen i filmen Cornelis, som er et portræt af den svenske trubadur Cornelis Vreeswijk.

## Baggrunn og arbejde
Hans-Erik Dyvik Husby blev født på Gravdal i Vestvågøy kommune, men boede i Å i Lofoten med familien til han var tre. Senere flyttede de til Fauske, Rognan og Tvedestrand.
Som rockmusiker blev Dyvik Husby kendt for storstilede opptrædender sammen med gruppen Turboneger, ofte med bar overkrop og iført teatralsk ansigtssminke.
Han har også en kendt fortid som stofmisbruger. Husby flyttede hjem til Å for at blive stoffri. Da han følte sig bedre, fik han et job på Norsk Fiskeværsmuseum og ligeledes i lokalradioen Moskenesradioen. I foråret 2009 var Husby student ved Narconon-klinikken i Eslöv i Sverige, som ejes og drives af Scientologikirken. I den forbindelse udtalte Husby at han ikke havde været "ren" i 24 år.
I 2002 kom Turboneger sammen igjen, og gruppen dro ut på sin «Reserection Tour».
Husby spillede rollen som Jesus Kristus i musikalen Jesus Christ Superstar på Det Norske Teater. Det Norske Teater opnåede publikumsrekord og vendte underskud til overskud med denne forestilling, som spillede for fulde huse fra september 2009 og til januar 2010. I juli 2010 trak Husby sig tilbage som medlem af Turboneger. Samme år indspillede han filmen Cornelis i Sverige, hvor han havde hovedrollen som Cornelis Vreeswijk. Han indspillede også albummet I ljuset av Cornelis sammen med Jack Vreeswijk, sønnen til Cornelis Vreeswijk, og de turnerede sammen i Skandinavien. I 2011 udkom debutalbummet med hans nye gruppe Doctor Midnight & The Mercy Cult.

### TV-optrædener
Fra 2011 deltog Husby i flere norske TV-programmer. Høsten 2011 var han en af dommerne i Idol på TV 2.
I 2019 deltog han i Melodi Grand Prix for anden gang, med «Fake It» skrevet sammen med Andreas Werling. Han blev imidlertid stemt ud i første runde af finalen.

### Død
Husby blev fundet død i Slottsparken i Oslo 19. november 2021. I en omtale heraf i Politiken, forudser anmelderen Erik Jensen, at rockmusikken døde sammen med Hank von Helvete.

## Diskografi
- I ljuset av Cornelis (2011)
- Egomania (2018)
- Dead (2020)

Singler
- «Idiotsong» (2004), med Schtimm
- «Waybackthens» (2004), med Schtimm
- «Rom for alle» (2009), med Maria Solheim
- «No One» (2013)
- «Halden fengsel blues» (2014)
- «Frelsens dag» (2014)
- «Bum to Bum» (2018)
- «Blood» (2018)
- «Fake It» (2019)
- «Disco» (2020)
- «Blod & tårer» (2021), med Ringnes-Ronny

### Turboneger
Album
- Never is Forever (1994)
- Ass Cobra (1996)
- Apocalypse Dudes (1998)
- Darkness Forever! (1999)
- Love It to Deathpunk – The Life & Times of Turbonegro (2001)
- Scandinavian Leather (2003)
- Small Feces (2003)
- Small Feces Volume 1 & 2 (2004)
- Party Animals (2005)
- Retox (2007)

Singler/EP-er/Splits
- (He's a) Grunge Whore (1993)
- Bad Mongo/Hobbit Motherfuckers/Mobile Home (1995)
- Denim Demon/(I Fucked) Betty Page (1995)
- This Ain't No Fucking Melodic Punk 7 (Probe Records, 1995)
- Stinky Fingers 10" Vinyl (1995), med Flying Crap
- Flabby Sagging Flesh/Deathtime(1995), med Anal Babes
- I Got Erection/Jeg will bli som Jesus (1995)
- Prince of the Rodeo/Toodlepip Fuck (1996)
- Suffragette City/Kjærlighetens børn (1997)
- Get it on/Rock Against Ass (1998)
- Sell Your Body (to the Night) (2003)
- Fuck the World (f.t.w) (2003)
- Locked Down (2003)
- High on the Crime (2005)
- City of Satan (2005)
- All My Friends Are Dead (2005)
- Do You Do You Dig Destruction (2007)
- Boys From Nowhere (2007)
- Turbonegro/The Rippers (2008)

### Doctor Midnight & The Mercy Cult
Album
- I Declare: Treason (2011)

Singler
- (Don't) Waste It (2011)

### INRI
- La barna dine få en god start (1991)
- Breakfast Serial X (1992)

### Axel & Storebror
- Verdens beste land (2014)

### Deltager på
- Roto Records: Dictators Forever Forever Dictators Vol. 1 (1996)
- Carbon 14 Magazine: Carbon 14 EP Internacionale (1998)
- Bad Afro Records: Pushing Scandinavian Rock to the Man! (1999)
- Rex Rudi: Her om dagen i Lagunen (1999)
- Turboneger-hyllest: Alpha Motherfuckers – A Tribute to Turbonegro (2001)
- Bandkind: Look Away, Kids (2003)
- Sonet: Quart Festival 03 (2003)
- Sony Music Media/Double Power: Hörsturz Vol. 5 (2003)
- Schtimm: Featuring… (2004)
- Valentourettes: Valentourettes speller Jokke (2004)
- Joachim Nielsen-hyllest: Det beste til meg og mine venner (2005)
- Visions Magazine: Visions Anniversary Compilation II: 15 Years – 150 Issues (2005)
- Punk Rawk: Punk Rawk Explosion 20 (2005)
- Alarmprisen 2006: Alarmprisen 2006 ... og de nominerte er... (2006)
- Reprise: Reprise (2006)
- Visions Magazine: All Areas Volume 83 (2007)
- Rock Sound: Sound Check No. 100 (2007)
- Metal Hammer: Maximum Metal Vol. 126 (2008)
- Eläkeläiset: Humppa United (2008)
- Eläkeläiset: Humppabingo (2009)
- Visions Magazine: All Areas Volume 111 (2009)
- Carola Häggkvist: Christmas in Bethlehem (2009)
- Tapete Records: St. Pauli Einhundert (2010)
- Cornelis: Cornelis (2010)
- The Ark: In Full Regalia (2010)
- Lydmuren: =Fredrikstad – GateGrep (2011)
- Elegy: Elegy Sampler 69 (2011)
- Melodi Grand Prix: Melodi Grand Prix 2013 (2013)
- The Chuck Norris Experiment ft. Jake Starr & Hewhocannotbenamed: Where Eagles Dare/I Got Erection (2013)
- Beyond Records: Fisken, havet & kjærligheta (2014)
- The Chuck Norris Experiment: Black Leather (2014)
- TNT: 30th Anniversary 1982–2012 – Live in Concert with Trondheim Symphony Orchestra (2014)
- Gallows: Bonfire Season (2015)
- Oral Bee ft. Lions All Stars: Vi er Lions (2015)
- Raga Rockers-hyllest: Sannhet på boks – en hyllest til Raga Rockers (2015)
- Mojo Magazine: Gimme Danger (2016)
- Elektrik Wale: Knup (2016)
- Bengt Palmers & Jakob Skarin: Highlights från musikalen Sällskapsresan (2016)
- Melodi Grand Prix: Melodi Grand Prix 2019 (2019)

## Eksterne links
- Hans-Erik Dyvik Husby i Scenewebarkivet

- Hans Erik Dyvik Husby på Internet Movie Database (engelsk)
- Hans Erik Dyvik Husby på Filmdatabasen
- Hans Erik Dyvik Husby på The Movie Database (engelsk)

- Minneside for Hans-Erik Dyvik Husby